# Compañía de Danza Batsheva
La Compañía de Danza Batsheva (en hebreo: להקת מחול בת-שבע) es una compañía de danza con sede en Tel Aviv, Israel. Batsheva fue fundada por Martha Graham y la baronesa Batsheva de Rothschild en 1964.
Los inicios de Batsheva estuvieron marcados por el creciente interés del Estado de Israel por la danza moderna americana, principalmente Martha Graham y Anna Sokolow. Las clases de la técnica Graham comenzaron a ofrecerse en ese momento. Algunas de aquellas clases fueron impartidas por Rina Schenfeld y Rena Gluck, que fueron las bailarinas principales de la compañía durante muchos años. Batsheva de Rothschild retiró su financiación en 1975 y la compañía comenzó a deshacerse gradualmente de la estética de Graham que había dominado la compañía de danza durante sus primeros años. Fue durante este período de transición cuando la compañía comenzó a incluir en su repertorio las obras de coreógrafos israelíes emergentes.
Poco después de que Ohad Naharin fuera nombrado director artístico en 1990, Ohad fundó la compañía juvenil, Batsheva Ensemble, para bailarines de entre 18 y 24 años. Entre sus graduados se encuentran los coreógrafos Hofesh Shechter e Itzik Galili. El conjunto realizó una gira por el Reino Unido, y actuó en el Festival Internacional de Edimburgo en 2012.
Naharin también desarrolló un lenguaje del movimiento conocido como el lenguaje Gaga. Este método se ha convertido en el lenguaje del movimiento. La compañía de danza Batsheva se entrena bajo el sistema Gaga, el cual está dirigido a los bailarines profesionales, y específicamente a los bailarines de Batsheva. También existe una versión llamada Gaga People, que está dirigida a cualquier persona, y que no requiere experiencia previa en el baile. Este lenguaje del movimiento ha sido tan influyente en el mundo de la danza moderna, que en 2015 Tomer Heymann creó un documental titulado Mister Gaga. Este documental explora las formas en las que Gaga, como lenguaje del movimiento, ha dado forma tanto a la compañía de danza Batsheva, como a la danza moderna en su conjunto y la influencia que Ohad Naharin y su movimiento han tenido en el mundo de la danza.

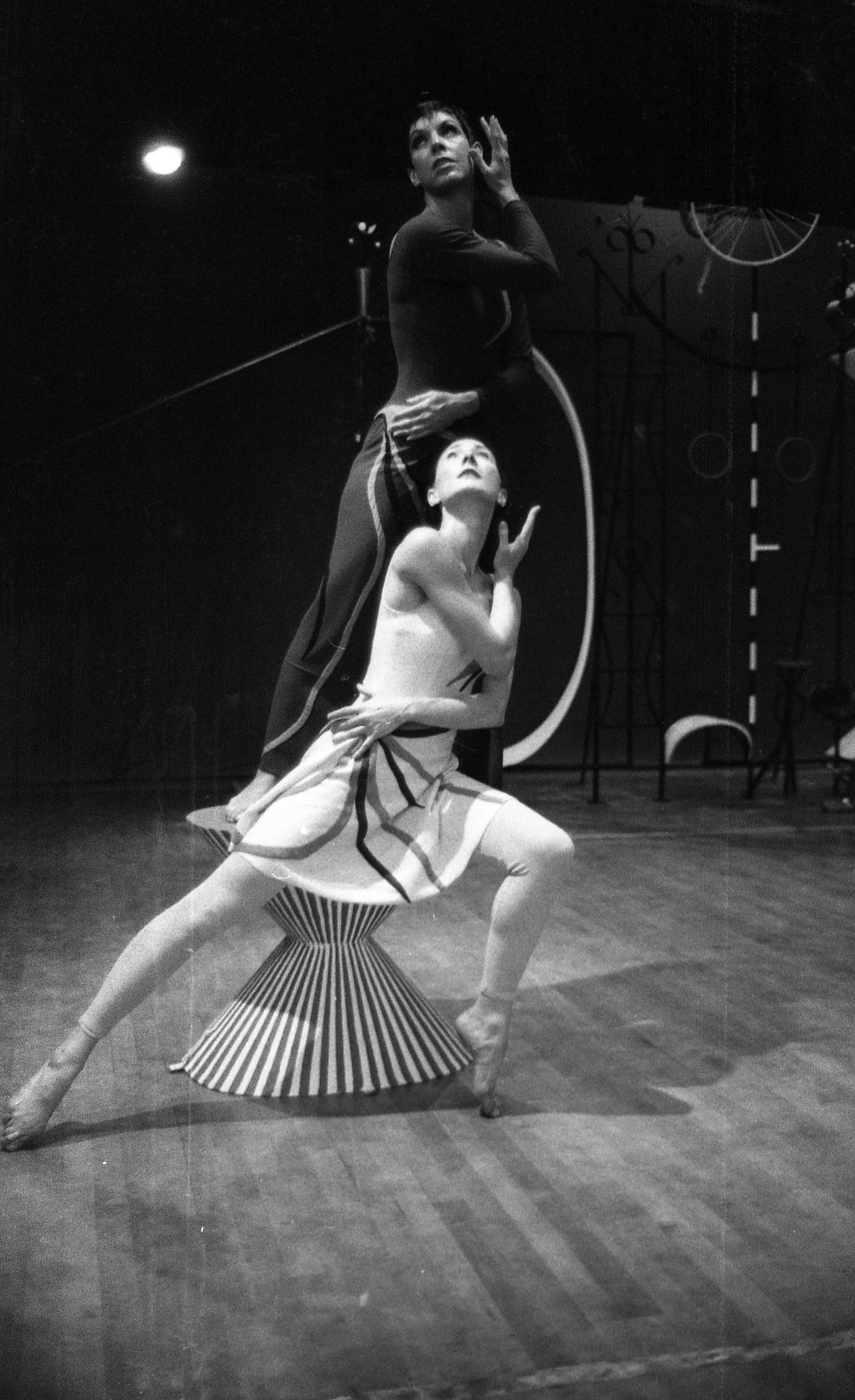
Espectáculo del grupo de baile Batsheva, 1969. Colección Dan Hadani, Biblioteca Nacional de Israel.